# Villa Fiorita (metropolitana di Milano)
Villa Fiorita è una stazione della linea M2 della metropolitana di Milano.

## Storia
La stazione di Villa Fiorita venne attivata il 5 maggio 1968, come parte della tratta Milano-Gorgonzola delle linee celeri dell'Adda. Si tratta di una delle quattro stazioni non previste nel progetto iniziale, insieme a Bussero, Cascina Burrona e Villa Pompea, realizzate a lavori già iniziati con elementi prefabbricati.
La linea fu inizialmente servita dai tram per Vaprio e per Cassano; dal 4 dicembre 1972 venne servita dai treni della linea M2, prolungati dal vecchio capolinea di Cascina Gobba al nuovo di Gorgonzola.
La stazione è stata sottoposta a interventi di restyling ed è stata dotata di ascensori.

## Strutture e impianti
La stazione, interamente realizzata secondo criteri di economia, ha struttura analoga a quella delle stazioni di Bussero, Cascina Burrona e Villa Pompea, tutte realizzate contemporaneamente.
Vi sono due binari serviti da banchine laterali in cemento, sostenute da pali e coperte da pensiline a struttura metallica ricoperta da pannelli traslucidi.
Le due banchine sono collegate da un sovrappasso; sul lato meridionale è presente un piccolo fabbricato viaggiatori.

## Interscambi
Nelle vicinanze della stazione effettuano fermata alcune autolinee urbane.
- Fermata autobus
- Parcheggio
- Portabiciclette

## Servizi
La stazione dispone di:
- Accessibilità per portatori di handicap
- Ascensori
- Emettitrice automatica biglietti
- Stazione video sorvegliata
- Sovrappasso pedonale